# 海本慶治
海本 慶治（かいもと けいじ、1972年11月26日 - ）は、大阪府吹田市出身の元サッカー日本代表、Jリーグ・サッカー選手。ポジションはディフェンダー（センターバック）。
弟は元プロサッカー選手の海本幸治郎。弟とは名古屋グランパスエイトとアルビレックス新潟で、同時に在籍した事がある。

## 来歴
小学6年生のときにサッカーを始める。中学時代まではフォワードだったが、東海大学付属仰星高校からディフェンダーとしてもプレーするようになる。高校3年時に高校サッカー選手権に出場。1987年にジュニアユース日本代表に選出された。
東海大学を経て、1995年にテストに合格してヴィッセル神戸に加入。1997年からコンスタントに試合出場を重ね、レギュラーに定着した。
2000年6月、ハサン2世トロフィーに参加する日本代表に初選出された。同年10月20日のAFCアジアカップにも召集され、グループリーグ第3戦のカタール戦で代表初出場を果たすが、前半37分に2枚目のイエローカードを受け退場処分になってしまうと、結果的に代表戦への出場はこの37分間が唯一となった。
2001年、名古屋グランパスエイトに移籍。
2005年、アルビレックス新潟に移籍。2008年末、新潟から戦力外を受けてトライアウトに参加するがどこからもオファーがなく現役を引退。2009年にアルビレックス新潟のアシスタントコーチに就任。2010年からはアルビレックス新潟ジュニアユースコーチに就任した。
2012年よりセレッソ大阪U-18コーチに就任。
2014年により大宮アルディージャのコーチに就任。2017年シーズン終了後に退任。

## 所属クラブ
- 東海大学付属仰星高校
- 東海大学
- 1995年 - 2000年 ヴィッセル神戸
- 2001年 - 2004年 名古屋グランパスエイト
- 2005年 - 2008年 アルビレックス新潟

## 個人成績
| 国内大会個人成績 | 国内大会個人成績 | 国内大会個人成績 | 国内大会個人成績 | 国内大会個人成績 | 国内大会個人成績 | 国内大会個人成績 | 国内大会個人成績 | 国内大会個人成績 | 国内大会個人成績 | 国内大会個人成績 | 国内大会個人成績 |
| 年度             | クラブ           | 背番号           | リーグ           | リーグ戦         | リーグ戦         | リーグ杯         | リーグ杯         | オープン杯       | オープン杯       | 期間通算         | 期間通算         |
| 年度             | クラブ           | 背番号           | リーグ           | 出場             | 得点             | 出場             | 得点             | 出場             | 得点             | 出場             | 得点             |
| 日本             | 日本             | 日本             | 日本             | リーグ戦         | リーグ戦         | リーグ杯         | リーグ杯         | 天皇杯           | 天皇杯           | 期間通算         | 期間通算         |
| ---------------- | ---------------- | ---------------- | ---------------- | ---------------- | ---------------- | ---------------- | ---------------- | ---------------- | ---------------- | ---------------- | ---------------- |
| 1995             | 神戸             | 32               | 旧JFL            | 2                | 0                | -                | -                | 0                | 0                | 2                | 0                |
| 1996             | 神戸             | 27               | 旧JFL            | 0                | 0                | -                | -                | 0                | 0                | 0                | 0                |
| 1997             | 神戸             | 18               | J                | 20               | 0                | 0                | 0                | 2                | 1                | 22               | 1                |
| 1998             | 神戸             | 18               | J                | 32               | 4                | 3                | 0                | 1                | 0                | 36               | 4                |
| 1999             | 神戸             | 2                | J1               | 28               | 1                | 2                | 0                | 0                | 0                | 30               | 1                |
| 2000             | 神戸             | 2                | J1               | 22               | 1                | 1                | 0                | 4                | 0                | 27               | 1                |
| 2001             | 名古屋           | 2                | J1               | 21               | 0                | 5                | 0                | 1                | 0                | 27               | 0                |
| 2002             | 名古屋           | 2                | J1               | 12               | 0                | 5                | 1                | 0                | 0                | 17               | 1                |
| 2003             | 名古屋           | 18               | J1               | 7                | 0                | 2                | 0                | 0                | 0                | 9                | 0                |
| 2004             | 名古屋           | 18               | J1               | 9                | 0                | 3                | 0                | 1                | 0                | 13               | 0                |
| 2005             | 新潟             | 19               | J1               | 20               | 1                | 6                | 0                | 1                | 0                | 27               | 1                |
| 2006             | 新潟             | 19               | J1               | 31               | 1                | 4                | 0                | 1                | 0                | 36               | 1                |
| 2007             | 新潟             | 19               | J1               | 0                | 0                | 0                | 0                | 0                | 0                | 0                | 0                |
| 2008             | 新潟             | 19               | J1               | 9                | 0                | 0                | 0                | 0                | 0                | 9                | 0                |
| 通算             | 日本             | 日本             | J1               | 211              | 8                | 31               | 1                | 11               | 1                | 253              | 10               |
| 通算             | 日本             | 日本             | 旧JFL            | 2                | 0                | -                | -                | 0                | 0                | 2                | 0                |
| 総通算           | 総通算           | 総通算           | 総通算           | 213              | 8                | 31               | 1                | 11               | 1                | 255              | 10               |

その他の公式戦
- 1998年
  - J1参入決定戦 2試合1得点

国際公式戦
- 2000-2001
  - アジアカップウィナーズカップ 2試合0得点

## 代表歴

### 試合数
- 国際Aマッチ 1試合 0得点(2000年)[1]

| 日本代表 | 国際Aマッチ | 国際Aマッチ |
| 年       | 出場        | 得点        |
| -------- | ----------- | ----------- |
| 2000     | 1           | 0           |
| 通算     | 1           | 0           |

### 出場
| No. | 開催日         | 開催都市   | スタジアム | 対戦相手 | 結果 | 監督                 | 大会         |
| --- | -------------- | ---------- | ---------- | -------- | ---- | -------------------- | ------------ |
| 1.  | 2000年10月20日 | ベイルート |            | カタール | △1-1 | フィリップ・トルシエ | アジアカップ |

## 指導歴
- 2009年 - 2011年 アルビレックス新潟
  - 2009年 アシスタントコーチ
  - 2010年 - 2011年 ジュニアユース コーチ
- 2012年 - 2013年 セレッソ大阪U-18 コーチ
- 2014年 - 2017年 大宮アルディージャ コーチ
- 2018年 - セレッソ大阪
  - 2018年 U-18 コーチ
  - 2019年 - U-18 監督

## 資格
- 日本サッカー協会公認 S級ライセンス
- キッズリーダーインストラクター